# Гарольд Дейд
Гарольд Дейд (англ. Harold Dade; 24 березня 1923 — 17 липня 1962) — американський боксер, чемпіон світу з боксу серед професіоналів у легшій вазі (1947).

## Аматорська кар'єра
У 1940 році виграв турнір «Золоті рукавички Чикаго» у легшій вазі. Того ж року у фіналі турніру «Золоті рукавички Intercity» поступився Денні Карабеллі.
У 1941 році вдруге виграв турнір «Золоті рукавички Чикаго» у легшій вазі. На турнірі «Золоті рукавички Intercity» поступився Діогенесу Леону. Також у 1941 році брав участь в Національному чемпіонаті США з боксу серед аматорів. У півфіналі змагань легшої ваги переміг Тоні Пеппі, проте у фіналі поступився Ларрі Торпею.

## Професійна кар'єра
У професійному боксі дебютував у 1943 році.
6 січня 1947 року у Сан-Франциско провів бій за звання чемпіона світу у легшій вазі проти чинного чемпіона Мануеля Ортіза. Одноголосним рішенням суддів новим чемпіоном світу став Гарольд Дейд. 11 березня того ж року в Лос-Анжелесі одноголосним рішенням суддів програв бій-реванш, втративши чемпіонський титул.
Згодом перейшов у напівлегку вагу і навіть, з третьої спроби, у 1948 році виборов титул чемпіона Каліфорнії, перемігши Лауро Саласа. У 1950 році втратив титул, програвши технічним нокаутом Руді Гарсія.
Всього на професійному ринзі провів 76 боїв, у 38 з яких отримав перемогу.